# Spora

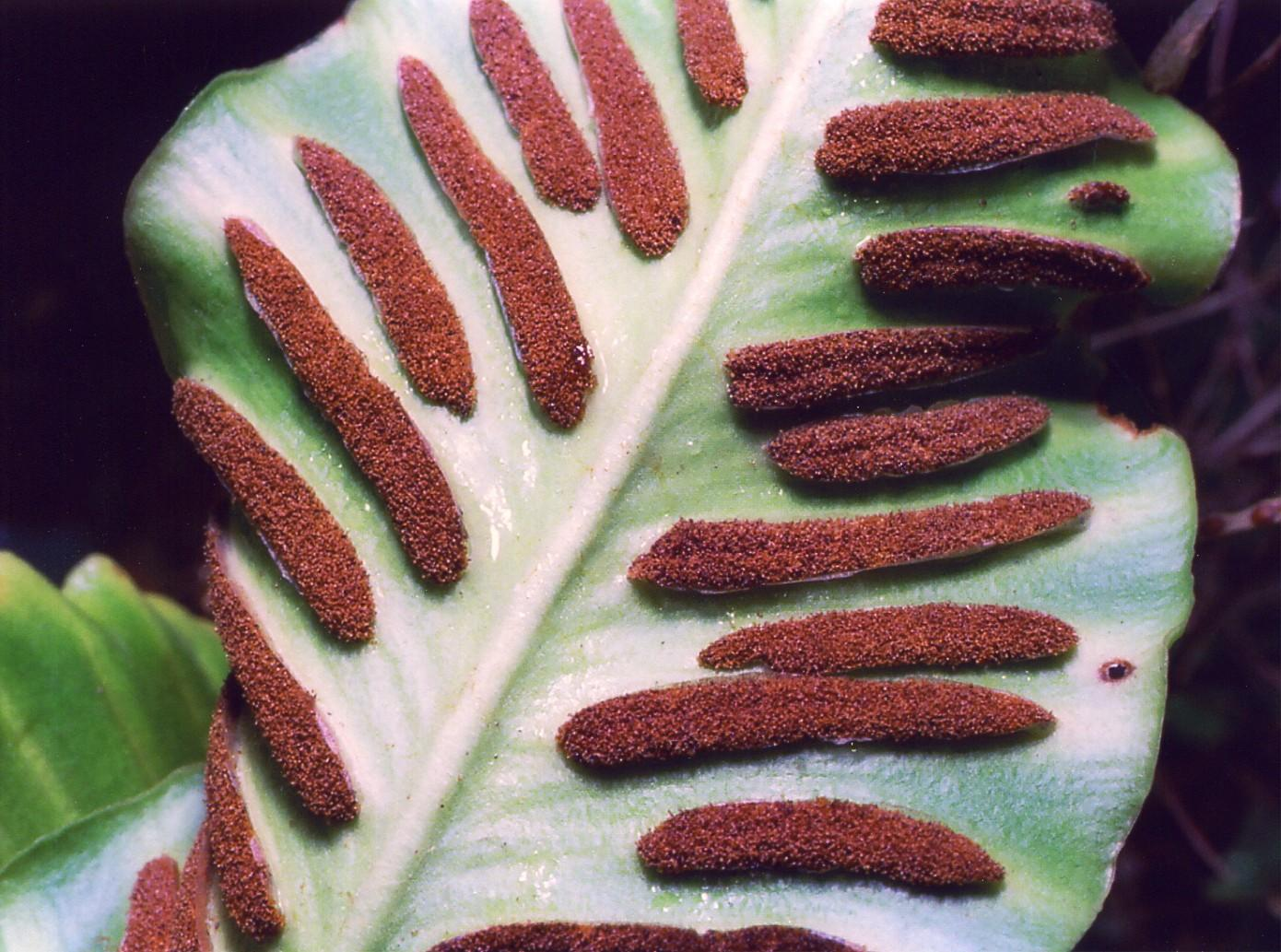
Sporangia obsahující výtrusy na spodní straně listu kapradiny
Asplenium scolopendrium

Spora (výtrus) je struktura sloužící k nepohlavnímu rozmnožování, adaptovaná k rozšiřování a přežívání i v nepříznivých podmínkách, a to po dlouhou dobu. Je haploidní (pouze s jednou sadou chromozomů) a zpravidla také jednobuněčná. K významným rozdílům mezi sporou a semenem (semenných rostlin) patří i to, že spora obsahuje málo zásobních látek a nevykazuje gravitropismus.
Spory jsou součástí životního cyklu mnoha bakterií, rostlin (např. kapradiny, mechy, …), řas, hub a prvoků. Spora sinic a řas se nazývá akineta, spora bakterií endospora. V širším slova smyslu se nazývají sporami i nepohlavní rozmnožovací buňky semenných rostlin (viz megaspora, mikrospora).
Za příznivých podmínek se mohou spory začít mitoticky dělit za vzniku gametofytu. Někdy je tento jedinec již dospělec, z něhož vznikají spory opět mitózou (mitospory, např. u mnoha hub). Zejména u mechorostů, kapradin a některých skupin hub však spory dávají vzniknout gametofytu, který nese gamety, tedy pohlavní buňky, jejichž splynutím vzniká sporofyt. Tento proces se nazývá metageneze (rodozměna).
Tvorba spor se nazývá sporogeneze či sporulace.

## Dělení spor
Spory je možné klasifikovat několika způsoby.

### Podle místa vzniku
U hub a houbám podobných organismů jsou spory často klasifikovány podle názvu struktury, v níž spora vzniká. V tomto místě dochází k meiotickému dělení. Protože je systematika hub založena především na typu rozmnožovacích struktur, jsou níže vyjmenované názvy spor charakteristické pro určité taxonomické skupiny.
- sporangiospora – vzniká ve sporangiu (výtrusnici), např. u spájivých hub; sporangiospory jsou nebičíkaté nepohyblivé spory
- askospora – vzniká ve vřecku (ascus) vřeckovýtrusných hub
- bazidiospora – vzniká v bazidiu stopkovýtrusných hub
- aeciospora (aecidiospora) – vzniká v prášilce (aecium) rzí či snětí
- urediospora – vzniká v aeciu rzí či snětí
- urediospora – vzniká v urediniu rzí či snětí
- teliospora – vzniká v teliu rzí či snětí
- oospora – vzniká v oogoniu oomycet
- karpospora – vzniká v karposporofytu ruduch
- tetraspora – vzniká v tetrasporofytu ruduch

Podle toho, zda vzniká spora uvnitř buňky, nebo vně (především u bakterií), se rozlišuje:
- endospora – vzniká uvnitř mateřské buňky
- exospora – vzniká vně mateřské buňky

### Podle funkce
- diaspora – struktura primárně určená k rozšiřování jedince; u hub, mechorostů, kapraďorostů a některých semenných rostlin; je nejčastější
- chlamydospora – tlustostěnná spora hub určená k přežití nepříznivých podmínek
  - zygospora – chlamydospora spájivých hub

### Podle typu vzniku v rámci životního cyklu
- meiospora – vzniká meiózou, je haploidní, dává vzniknout haploidnímu jedinci
  - mikrospora – dává vzniknout samčímu gametofytu (pyl semenných rostlin)
  - megaspora (makrospora) – dává vzniknout samičímu gametofytu (vajíčko semenných rostlin)
- mitospora (častěji konidie, konidiospora) – vzniká mitózou z haploidního jedince (je tedy rovněž haploidní), typická pro některé vřeckovýtrusné houby; houby, u nichž jsou mitospory jediným způsobem rozmnožování, se řadí do mitosporických hub (Deuteromycota)

### Podle pohyblivosti
- zoospora – pohyblivá spora s jedním a více bičíky; u některých řas a hub
- aplanospora, autospora – nepohyblivá spora
- balistospora – aktivně vymršťovaná spora (z plodnice hub) – patří sem většina bazidiospor
- statismospora – není aktivně vymršťována z plodnice (např. břichatky)